# Ленокс, Адриан
Адриан Ленокс (англ. Adriane Lenox, род. 11 сентября 1956) — американская актриса, добившаяся успеха благодаря своим ролям на бродвейской сцене. В 2005, Ленокс выиграла премии «Тони» и «Драма Деск» за роль в пьесе «Сомнение». Она номинировалась на «Тони» и «Драма Деск» снова в 2014 году, за выступление в мюзикле After Midnight.
Ленокс родилась в Мемфисе, штат Теннесси, и окончила колледж в Джэксоне, прежде чем переехать в Нью-Йорк. Начиная с середины 1980-х, она появилась во многих постановках как на Бродвее, так и вне его. В двухтысячных, Ленокс расширила сферу деятельности, появляясь на телевидении в «Закон и порядок», «Закон и порядок: Специальный корпус», «Помадные джунгли», «Студия 30» и «Схватка». На большом экране она взяла на себя роли второго плана в «Стон черной змеи» (2006), «Мои черничные ночи» (2007), «Невидимая сторона» (2009), «Ученик чародея» (2010), «Красные огни» (2011) и «Дворецкий» (2013).